# 南投交流道
南投交流道為臺灣國道三號的交流道，位於臺灣南投縣南投市市區北郊的福崗路，是離南投市區最近的交流道，採用環島型交流道，指標為228k，於2014年3月25日正式通車。
南投交流道接近南投市區，通車後可直接提供服務鄰近2公里範圍內的重要機關，包括南投縣政府、南投市公所、南投縣警局、南投地方法院、南投高中、南投醫院、南崗工業區等，除了便利民眾洽公、就學及就醫之外，也可紓解南崗工業區交通流量。
|      | 228 南投 | 南下       |  | 中寮 南投 |
| 北上 | 228 南投 | 南投 中寮  |  |           |
| 北上 | 228 南投 | 南崗工業區 |  |           |

## 沙雕藝術文化園區
南投縣政府充分利用南投交流道高架橋下空間，成立沙雕藝術文化園區，成為長期性的沙雕藝術展場；未來將在緊鄰的貓羅溪，規畫水舞表演區，與沙雕同步行銷，吸引夜間觀光人潮。今年春節期間，南投燈會在貓羅溪對岸的工商會展中心舉行，兩岸搭便橋互通，遊客白天看沙雕，晚上賞花燈，形成觀光帶；林明溱並指示觀光處，與經濟部水利署第四河川分署合作，在貓羅溪畔設計觀景平台，並規畫水舞表演區，沙雕園區也將引進文創新元素，如果順利完成，貓羅溪連接沙雕園區，將是另一番風貌。

## 外部連結
- 國道三號南投交流道動線圖 （页面存档备份，存于）（交通部高速公路局）